# Johann Frischmuth (Schauspieler)
Johann Christian Frischmuth (* 25. November 1741 in Schwabhausen (Thüringen); † 31. Juli 1790 in Berlin) war ein deutscher Schauspieler, Komponist und Musikdirektor.

## Leben
Der Sohn des Lehrers und Kantors Johann Elias Frischmuth (* um 1700) war ab 1765 Schauspieler und Musikdirektor bei herumziehenden Schauspielertruppen, seit 1774 auch auf fester Bühne, wohl am 1774 eröffneten Kommödienhaus in Münster. Von Münster aus ging er 1775 als Darsteller komischer und polternder Alter im Schau- und Singspiel an das Hoftheater in Gotha. Nach dessen Auflösung wurde er von Prinzipal Konrad Ernst Ackermann unter Vertrag genommen. Nach privatem Aufenthalt in Ohrdruf und wiederum in Gotha bekam Frischmuth 1782 ein Engagement bei Karl Theophil Döbbelin.
Am Döbbelin’schen Theater in Berlin debütierte er am 2. März 1783 als „Michel“ im Singspiel „Die Jagd“ als Schauspieler. 1784 übernahm er die Stelle des Musikdirektors von Johann André, die er bis zu seinem Tod – ab 1788 mit Karl Bernhard Wessely – bekleidete.

## Rollen (Auswahl)
- Komptur – Le père de famille (Denis Diderot)[5]

## Schriften
- Johann Christian Frischmuth, Musicus: Aufforderung zur „Praenumeration“ seiner „6 Sonaten für das Clavier oder Piano forts“, das Ostern 1882 lieferbar sein wird; Preis: 1 Rthlr., 8 Gr. Konventionsgeld. Gotha, den 1ten Jän. 1882, in: Berichte der allgemeinen Buchhandlung der Gelehrten vom Jahre 1782. Erstes Stück. Buchhandlung der Gelehrten, Dessau und Leipzig (1782).

## Werke (Auswahl)
Frischmuth komponierte Kammermusiken für u. a. Violine, Klavier und Singstimmen sowie einige Singspiele, darunter
- „VI. Sonates extraites de XII. Airs d’opera approprié pour deux Violons“ ouvr. V Amsterdam.[6]
- 12 Airs en Duos, op. 5.[7]
- „Drei Motetten und drei Arien zum Neujahrsingen für vier Singstimmen mit und ohne Begleitung von zwei Hörnern, zwei Clarinetten und einem Fagott“. J(ohann) Suppus, Erfurt ca. 1770.
- Sechs Sonaten für Clavier oder Pianoforts, 1782.
- 12 leichte Orgelstücke, op. 2, Kühnel, Leipzig ca. 1813.
- Zuschreibung: 6 Choralvorspiele in C-Dur, D-Dur, a-Moll, g-Moll, G-Dur, F-Dur. Mit Widmung der Großfürstin Maria Pawlowna, Weimar (1778 – 1859).[8]
- „Das Mondenreich. Operette von drey Handlungen“ (Singspiel in 3 Aufzügen, 1769)[9]. „...die Musik ist vom Herrn Frischmuth; die Bühne stellet Anfangs eine Gasse, hernach ein Zimmer, und leztlich einen Garten vor“.
- „Die kranke Frau. Ein Singspiel in zwey Handlungen aus einem Lustspiele des Hrn Prof. Gellerts,[10] das gleichen Namen führet, genommen, von Herrn Thomas,[11] Königlicher Schwedischer Secretair.[12] Die Musik ist von Herrn Frischmuth. 1769.“ (Première in 1 Aufzug: Berlin, 26. Mai 1775)
- „Clarisse oder Das unbekannte Dienstmädchen“ (Libretto: Johann Christoph Bock, nach „La bergère des Alpes“ von Jean-Francois Marmontel),[13] komische Oper in 3 Aufzügen (Première: 26. Mai 1775: Berlin, Koch’s Theater in der Behrensstraße)[14]
- „Der Kobold“, Singspiel (keine Aufführung nachgewiesen).